# Парк Победы (Бельцы)
Парк Победы (Сад Победы, рум. Grădina publică Victoriei) расположен в западном секторе города Бельцы между улицами Т. Владимиреску (север), Чичикало (юго-запад) и Победы (юго-восток), занимая площадь 46797,42/54041,51 м.² с внешним периметром в 873,64/1029,93 метров.